# クリス・クオモ
クリストファー・“クリス”・クオモ（Christopher (Chris) Cuomo, 1970年8月9日 - ）は、アメリカのテレビジャーナリスト。2013年から2021年までCNNニュースアンカーを務めていた。

## 来歴
ニューヨークのクイーンズ区に生まれる。父親は第52代ニューヨーク州知事のマリオ・クオモ。兄は第56代ニューヨーク州知事のアンドリュー・クオモ。
イェール大学にて学士号を、フォーダム大学ロースクールにて弁護士資格を取得した。
1999年にクリスは、ABCで主に司法・裁判関連の取材を行う特派員となる。ABCの特派員になる前には、CNBC、MSNBC、CNN、FOXニュースでリポーターを務めていた。1997年の『ピープル』誌では、「最もセクシーな人々50人」の1人に選出されている。
2001年に雑誌編集者のクリスティーナ・グリーヴンと結婚。娘のベラと息子のマリオ・ニコラスを授かる。
2004年4月からABCニューズマガジン『プライムタイム』のアンカーを務めた後、2006年7月に『グッド・モーニング・アメリカ』のアンカーに抜擢される。2009年12月からは、『グッド・モーニング・アメリカ』に替わって『20/20』のアンカーを務めていた。
2013年2月にCNNへ移り、朝のニュース番組『New Day』のアンカーを務めた。2017年8月からは自らの名前を冠した『クオモ・プライムタイム』のアンカー。2020年の新型コロナウイルス感染症大流行の際には自身も感染し、自主隔離先である自宅の地下室から放送するとした。2021年11月30日、兄・アンドリューのセクシャル・ハラスメント疑惑への擁護活動に深く関与したとして、CNNを無期限停職となり、12月4日には解雇された。
2022年7月からはネクスター・メディア・グループが所有するNewsNationでキャスターを努めている。

## ジャーナリストとしての活動
クリスは専門分野に限らず、イラク戦争とその周辺問題を探るための現地取材や、パキスタンのムシャラフ前大統領へのインタビューなど、アメリカ国外でのテロリズムとの戦いをテーマにした取材も行い、視聴者に伝えている。
また、アメリカ国内で起こった犯罪についても、バージニア工科大学銃乱射事件など各地の学校で連続して発生した銃撃事件を取材し、デューク大学で起こったラクロス部員らによるストリッパー強姦疑惑（英語版）では徹底的な現地調査を敢行し、最終的に訴訟は証拠不十分であると判断した。
他に南部を襲ったハリケーン・カトリーナや、ミネソタ州ミネアポリスの35W橋の崩壊事故（ミネアポリス高速道路崩落事故）の取材も積極的に行っている。
加えて、若い世代のドラッグや犯罪、精神病などのアメリカ国内に蔓延する問題の現地取材にも努めている。
彼の活動に対しては、優れたジャーナリストを対象にした賞が12以上贈られている。特にマティ・ステパネク（生まれつき筋ジストロフィーで、14歳で亡くなるまで詩を書き続けた）の生涯を紹介したことにより、過去史上最年少のエミー賞受賞特派員となっている。
その他ジェラルド・ローブ賞、シルバー・ギャベル賞、ラジオ・テレビ・デジタル・ニュース協会のエドワード・R・マロー賞などのジャーナリズムの賞を受賞している。

### アンドリュー・クオモに関する報道
実兄のアンドリュー・クオモがニューヨーク州知事に就任して以来、CNNはクリスに兄のことを報道することを禁じていたが、2020年の新型コロナウイルス感染症大流行以降はその禁は解かれた。当時アンドリューは連日記者会見を行ってメディアで称賛されており、クリスも番組でアンドリューにインタビューを行い、そのリーダーシップを讃えた。アンドリューのセクシャル・ハラスメント疑惑が持ち上がって以降は、公の場で言及することはなかった。2021年3月にはアンドリューの秘書官であるメリッサ・デローザに連絡を取り、アンドリューの擁護活動に助言を行った。また他のメディアを調査してどのような疑惑が出るか調べると述べ、デローザも調査を依頼している。11月29日に発表された州司法長官の報告書を受け、CNNは30日付けでクリスに無期限停職処分を下した。同時に外部法律事務所に依頼していた調査結果が12月3日に提出され、翌4日にCNNはクリスを解雇した。